# Tropaeas livida
Tropaeas livida is een slakkensoort uit de familie van de Pyramidellidae. De wetenschappelijke naam van de soort is voor het eerst geldig gepubliceerd in 1901 door Sowerby III.